# Parnoy-en-Bassigny
Parnoy-en-Bassigny è un comune francese di 303 abitanti situato nel dipartimento dell'Alta Marna nella regione del Grand Est.

## Monumenti e luoghi d'interesse
- Abbazia di Morimond

## Società

### Evoluzione demografica
Abitanti censiti